# Minibasket
Il minibasket, in lingua inglese conosciuto come mini-basketball, è un gioco-sport (ovvero un'attività motoria di base praticata in forma ludica, polivalente e differenziata) riservato ai bambini dai 5 agli 11 anni, ed è un mezzo di educazione motoria, sportiva e sociale.

Rispetto alla pallacanestro, i fondamentali cestistici vengono insegnati sotto forma di gioco, le regole sono presentate progressivamente ed il regolamento si apprende giocando.

## Storia
Il minibasket fu ideato nel 1950 dal professor Jay Archer, insegnante di educazione fisica di Chanton e laureato in Scienze dell’Educazione Fisica all’Università di Stroudsburg, nello stato della Pennsylvania. 
Data la sua semplicità, il mini-basketball si espanse subito in tutte le scuole americane e successivamente in Canada, Porto Rico, Messico ed in moltissimi altri stati. Arrivò in Europa nel 1964, precisamente in Spagna grazie ad Anselmo López.
Nell'anno sportivo 1979-1980, il minibasket è entrato nei programmi dei Giochi della Gioventù come gioco-sport, assieme ad altri giochi-sport quali mini-pallamano, mini-pallavolo e mini-calcio, e nei programmi di educazione motoria della scuola elementare nel 1985. 

## Attrezzatura
Il canestro per tutte le categorie minibasket è identico al canestro che si usa nel basket ma è posto ad un'altezza differente: l'altezza è di 2,60 metri per tutte le categorie, tranne quella Esordienti dove l'altezza è quella standard di 3,05 metri. 
Anche il pallone utilizzato è differente: rispetto alla classica palla misura 7 se ne utilizza una misura 5.